# Clancy
Clancy — сьомий студійний альбом американського музичного дуету Twenty One Pilots, випущений 24 травня 2024 року на лейблах Fueled by Ramen та Elektra Records. Названий на честь головного героя, який був представлений у їхньому п'ятому студійному альбомі Trench (2018), цей візуальний альбом є заключною главою у майже десятирічній концептуальній серії гурту.
Написаний фронтменом Тайлером Джозефом і спродюсований разом із Полом Мені, Clancy був анонсований 29 лютого 2024 року після кількох тижнів спекуляцій. Три сингли передували випуску альбому: «Overcompensate», «Next Semester» та «Backslide», а також промо-сингл «The Craving». Clancy отримав позитивні відгуки від критиків.

## Список пісень
Автор музики і слів Тайлер Джозеф (якщо не зазначено інше). 
| Список пісень альбому Clancy | Список пісень альбому Clancy    | Список пісень альбому Clancy | Список пісень альбому Clancy |
| #                            | Назва                           | Автор                        | Тривалість                   |
| ---------------------------- | ------------------------------- | ---------------------------- | ---------------------------- |
| 1.                           | «Overcompensate»                | Джозеф Пол Міні              | 3:56                         |
| 2.                           | «Next Semester»                 |                              | 3:54                         |
| 3.                           | «Backslide»                     |                              | 3:00                         |
| 4.                           | «Midwest Indigo»                | Джозеф Міні                  | 3:16                         |
| 5.                           | «Routines in the Night»         | Джозеф Міні Джейк Торрі      | 3:22                         |
| 6.                           | «Vignette»                      | Джозеф Міні                  | 3:22                         |
| 7.                           | «The Craving (Jenna's version)» |                              | 2:54                         |
| 8.                           | «Lavish»                        | Джозеф Міні                  | 2:38                         |
| 9.                           | «Navigating»                    | Джозеф Міні                  | 3:43                         |
| 10.                          | «Snap Back»                     | Джозеф Міні                  | 3:30                         |
| 11.                          | «Oldies Station»                |                              | 3:48                         |
| 12.                          | «At the Risk of Feeling Dumb»   |                              | 3:23                         |
| 13.                          | «Paladin Strait»                | Джозеф Міні                  | 6:28                         |
| 47:18                        |                                 |                              |                              |

## Чарти
| Чарт (2024)                                          | Найвища позиція |
| ---------------------------------------------------- | --------------- |
| Argentine Albums (CAPIF)                             | 4               |
| Австралія Australian Albums (ARIA)                   | 1               |
| Австрія Austrian Albums (Ö3 Austria)                 | 2               |
| Бельгія Belgian Albums (Ultratop Flanders)           | 4               |
| Бельгія Belgian Albums (Ultratop Wallonia)           | 3               |
| Канада Canadian Albums (Billboard)                   | 3               |
| Croatian International Albums (HDU)                  | 4               |
| Нідерланди Dutch Albums (MegaCharts)                 | 2               |
| Фінляндія Finnish Albums (Suomen virallinen lista)   | 20              |
| Німеччина German Albums (Offizielle Top 100)         | 1               |
| Угорщина Hungarian Albums (MAHASZ)                   | 6               |
| Ірландія Irish Albums (OCC)                          | 3               |
| Італія Italian Albums (FIMI)                         | 11              |
| Japanese Digital Albums (Oricon)                     | 27              |
| Japanese Hot Albums (Billboard Japan)                | 79              |
| Lithuanian Albums (AGATA)                            | 6               |
| Нова Зеландія New Zealand Albums (Recorded Music NZ) | 3               |
| Норвегія Norwegian Albums (VG-lista)                 | 39              |
| Польща Polish Albums (ZPAV)                          | 7               |
| Португалія Portuguese Albums (AFP)                   | 7               |
| Шотландія Scottish Albums (OCC)                      | 1               |
| Іспанія Spanish Albums (PROMUSICAE)                  | 5               |
| Swedish Physical Albums (Sverigetopplistan)          | 12              |
| Швейцарія Swiss Albums (Schweizer Hitparade)         | 5               |
| Велика Британія UK Albums (OCC)                      | 2               |
| США Billboard 200                                    | 3               |
| US Top Rock & Alternative Albums (Billboard)         | 2               |